# AMX 56 Leclerc
Tancul francez  Leclerc este un tanc principal de luptă francez construit de GIAT, acum Nexter în Franța.
Tancul a primit numele generalului Philippe Leclerc care a participat la eliberarea Parisului în fruntea Diviziei a 2-a Blindate a Franței Libere în cel de-al Doilea Război Mondial.
Tancul se produce din 1991, intrând în serviciu în 1992. Prețul unui tanc în anul 2011 era de 9,3 milioane €, fiind cel mai scump tanc din istorie.
Este un tanc greu, care a permis înlocuirea vechiului tip de tanc, AMX-30.

## Proiectare și dezvoltare
În anii 1970 armata franceză a conștientizat deficiențele tancului aflat în dotarea armatei franceze, AMX-30 B2, ceea ce a dus la întocmirea unei caiet de sarcini pentru proiectarea unui tanc principal de luptă. S-a luat în considerare achiziționarea unor tancuri de fabricație străină, cum ar fi tancurile M1 Abrams american, tancul german Leopard 2 sau cel israelian Merkava, dar ideea a fost respinsă. În mod similar, în 1979, un program de colaborare Germania Federală cu privire la construirea unui tanc pe baza tancului german Leopard 2 a eșuat. A rămas doar soluția construirii unui model național, pentru care cercetările au fost demarate.
Spre deosebire de alte programe din occident, s-a pus accentul pe o protecție mai degrabă activă decât pasivă,pentru a limita masa finală a tancului. Mobilitatea, care facilitează eschivarea și sistemul de conducere al focului au fost rezolvate deosebit de elegant. În 1986 tancul în proiectare a primit numele Leclerc și s-a anunțat obiectivul de a se construi 1.500 bucăți pentru a înlocui cele 1.200 tancuri AMX-30 și relicvele AMX-13 aflate încă în serviciu.
Confruntându-se cu superioritatea numerică a tancurilor Pactului de la Varșovia, care era adversarul de referință, un regiment de tancuri Leclerc trebuia să fie echivalent cu trei regimente de T–80 sau 6 de T-72.
Odată cu sfârșitul Războiului Rece, s-a redus semnificativ numărul de regimente de tancuri, de la 17 în 1988 la 6 în 2001, cu obiectivul ca în 2002 să se livreze armatei 406 tancuri Leclerc.
Dificultăți tehnice
În anul 2003 doar 23 de tancuri au fost acceptate de către DGA, inițial fiind prevăzute 45. În anul următor, 2004, au fost livrate doar 12 tancuri în loc de 45 planificate.
Aceste întârzieri au dus nu numai la mișcările sociale din concernul Giat, dar, de asemenea din cauza refuzului DGA de a recepționa tancurile livrate din cauza unor defecte de calitate (acesta includeau probleme la turelă, din cauză că rotirea turele punea probleme de securitate și de asemenea erau probleme la vizorul camerei termice).
La sfârșitul anului 2005 au intrat în producție 96 de tancuri, iar în 2007 la sfârșitul lunii noiembrie nu au mai rămas decât 8 tancuri de livrat.
Șenilele, denumite V2, permiteau o reducere a masei tancului de ordinul a 800 kg, dar care față de șenilele clasice de oțel se uzau rapid, fiind înlocuite mai târziu la ultima tranșă de tancuri livrate cu șenile tip V5 cu miez de oțel.
Au fost de asemenea probleme și cu etanșeitatea periscoapelor (~ 8.000 € fiecare), fabricate în Republica Cehă și Republica Populară Chineză, în timp ce cele construite în China au trecut testele, cele fabricate în Cehia nu.
Disponibilitatea tancurilor Leclerc era inferioară în 2005 (40%) față de 2004 (60%) în parte din cauza problemelor electronice, a frânelor cu ceramică și a funcționării turelei.

## Caracteristici

### Armament
Tun

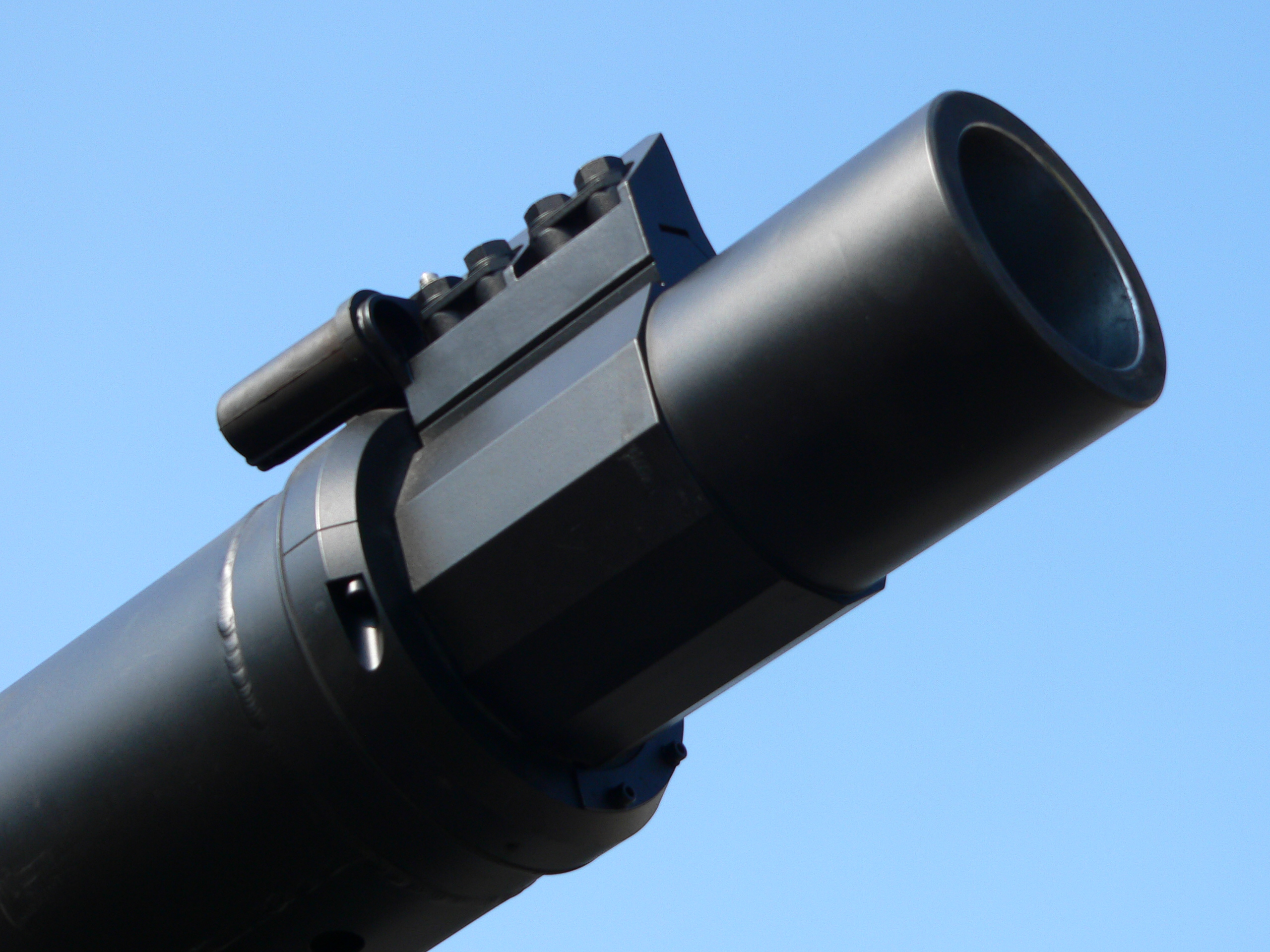
Gura tunului de 120mm cu un sistem automat de evacuare a gazelor arse

Arma principală a Tancului Leclerc este tunul Giat (Nexter) CN120-26 de 120mm cu țeavă lisă.
Acest tun poate să tragă cu aceleași proiectile de 120mm ca și standardul NATO tancul Leopard 2 german și tancul american M1 Abrams, dar în practică este dotat doar cu muniție de producție franceză. Țeava tunului este izolată cu un manșon termic și este dotată cu un sistem automat de evacuare a gazelor arse cu aer comprimat în loc de ejector de gaze, ca de obicei. Leclerc are de asemenea un sistem unic de încărcare automată a proiectilelor, care a fost conceput special pentru acest tanc, astfel reducând echipajul la trei persoane, prin eliminarea încărcătorului. Turela tancului Leclerc a fost proiectat în jurul sistemului de auto-încărcare, în scopul de a evita problemele frecvente la alte tancuri cu sistem automat de încărcare. Autoîncărcătorul de pe Leclerc are 500 kg, permite o cadență de 12 focuri pe minut, 22 proiectile fiind gata de utilizare; se pot folosi până la șase tipuri diferite de muniție, deși la fel ca majoritatea sistemelor de autoîncărcare, odată ce proiectilul a fost încărcat, nu se mai poate opta pentru alt tip. Încărcătorul automat a permis ca turela să fie remarcabil de mică, suprafața sa anterioară fiind de 1,6 m2, cu 0,5 m2 mai mică decât la Leopard 2.
Cele mai frecvente tipuri de proiectile folosite sunt:
- proiectilele perforante „săgeată” sau APFSDS (Armoured Piercing Fin-Stabilised Discarding Sabot - proiectil perforant subcalibru stabilizat cu ampenaje, cu sabot / manșon detașabil), cu un miez de tungsten și
- proiectilele antitanc cumulative HEAT,

fiind pregătite alte 18 proiectile pentru reîncărcarea tunului.
Un tanc Leclerc poate să tragă din mers la o viteză de 50 km/h asupra unei ținte aflate la 4.000 de metri. Lungimea tunului este mai mare decât la celelalte tunuri de pe tancurile din generația sa, ca urmare viteza proiectilului la gura țevii este mai mare,.
Armament secundar

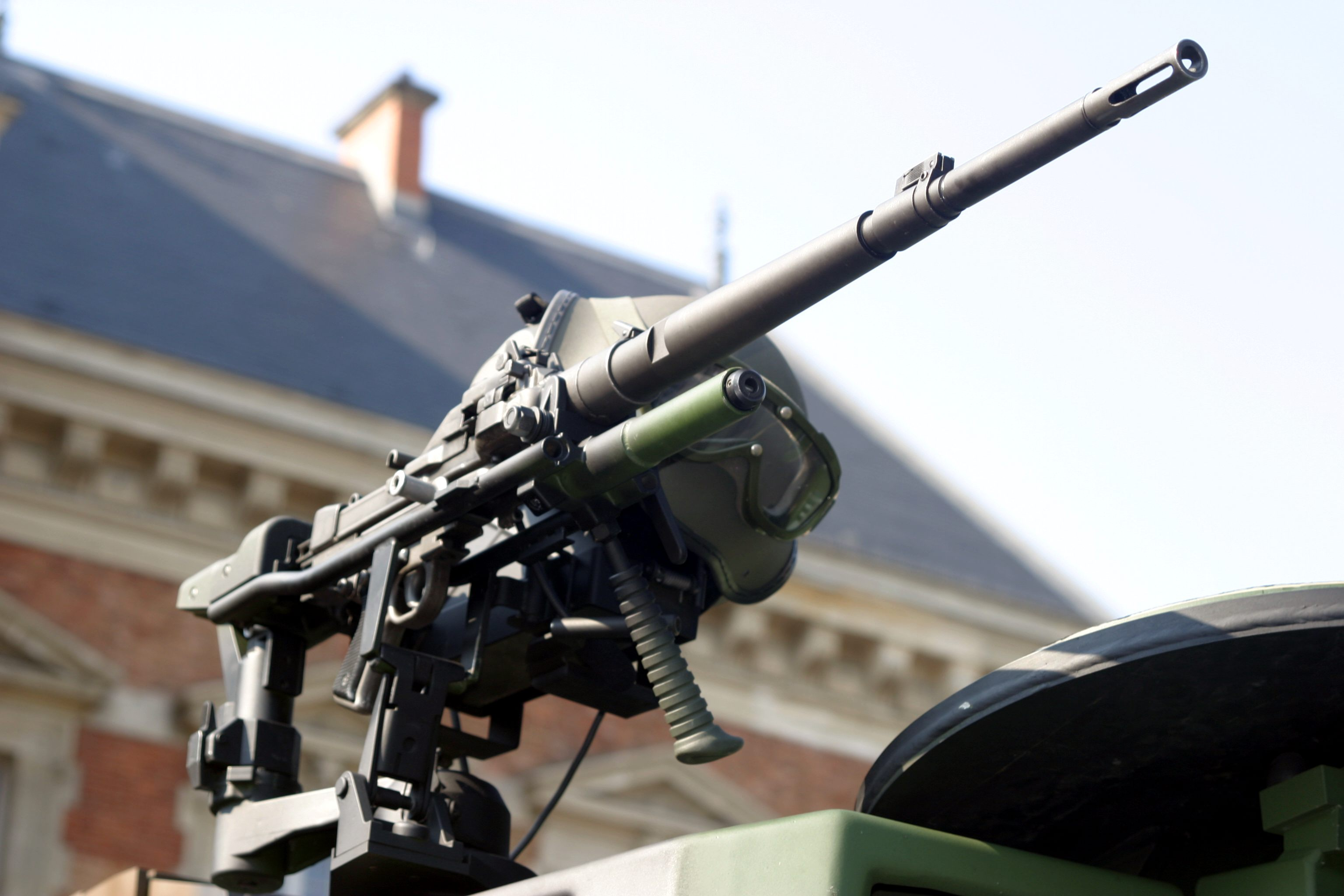
Mitraliera antiaeriană de 7,62mm telecomandată, montată pe turela unui Leclerc

Leclerc este echipat cu o mitralieră coaxială (jumelată) de 12,7 mm și o mitralieră telecomandată 7,62mm, în timp ce cele mai multe tancuri NATO folosesc mitralieră de 7,62mm atât ca mitralieră coaxială cât și ca mitralieră montată pe tanc, în exterior. Excepție face tancul american M1 Abrams, care are două mitraliere montate pe tanc: una de 7,62mm și alta 12,7 mm, mitraliera coaxială fiind de 7,62mm.

### Protecție
Leclerc este dotat cu sistem de protecție GALIX de la GIAT ce constă din 7+7 tuburi lansatoare de 80mm (pe o parte și pe alta a tancului). 
Aceste tuburi lansatoare pot lansa:
- grenade fumigene
- capcane infraroșii
- grenade antipersonal.

Pe corpul tancului care este sudat, se pot fixa în exterior cu șuruburi module de blindaje, astfel se asigură mai târziu posibilitatea fixării unor noi tipuri de blindaje. În anii 1970 armata franceză a renunțat la utilizarea blindajului Chobham pe tancurile sale, în locul acestuia folosind plăci de oțel cu mici găuri. Mai târziu în 2001 au folosit blindaj din aliaj de titan și wolfram utilizate și la tancurile germane.
Tancul poate fi dotat și cu sistem KBCM care semnalizează razele laser (de la sistemul de ochire al unui alt tanc) și cu detector de raze infraroșii (care detectează căldura provenită de la motoarele vehiculelor sau de la țeava caldă).
Tancul mai are un sistem pasiv de protecție care constă în faptul că se poate opri motorul cu pistoane, cu turbina diesel funcționând în continuare, astfel emisia de căldură a tancului se reduce la minimă. Turbina produce o putere de 8 kW, cu care asigură alimentarea cu energie electrică a sistemului de conducere a focului și asigură pornirea rapidă motorului cu pistoane.

### Echipare
Sistemul de management al focului

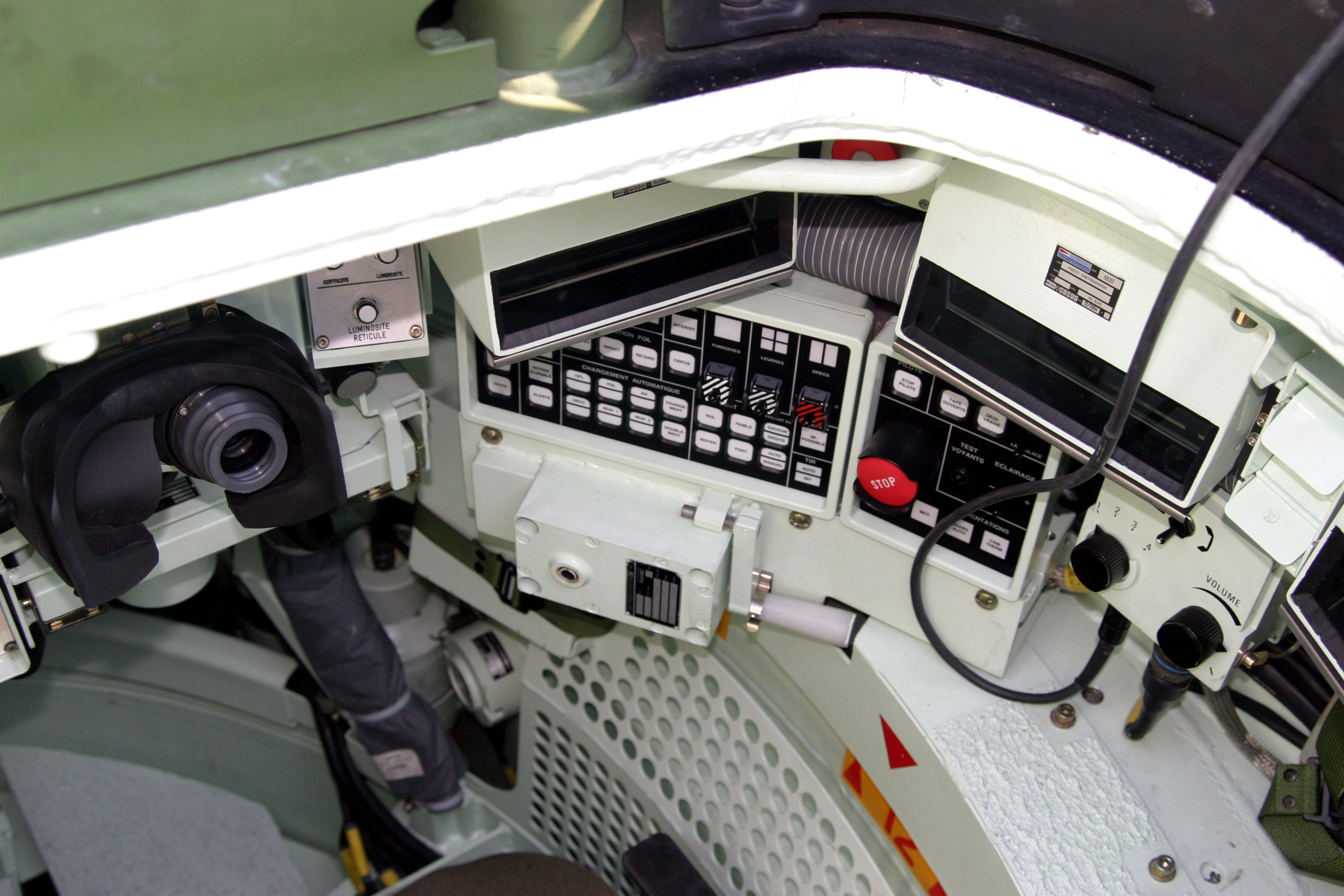
Postul de luptă al ochitorului.

Ultimele 96 bucăți Leclerc sunt echipate cu sisteme ICONE TIS de management al luptei cu sistem de comunicații digital, care integrează date de la alte tancuri și datele de la niveluri superioare de comandă.
Sistemul de control digital al focului poate fi acționat în mod independent de către ochitor sau comandant, și oferă în timp real imagini integrate de la toți senzorii și vizoarele celorlalte tancuri, inclusiv vizorul stabilizat  SAVAN 20 al ochitorului, dezvoltat de SAGEM.
Vizoare, periscoape

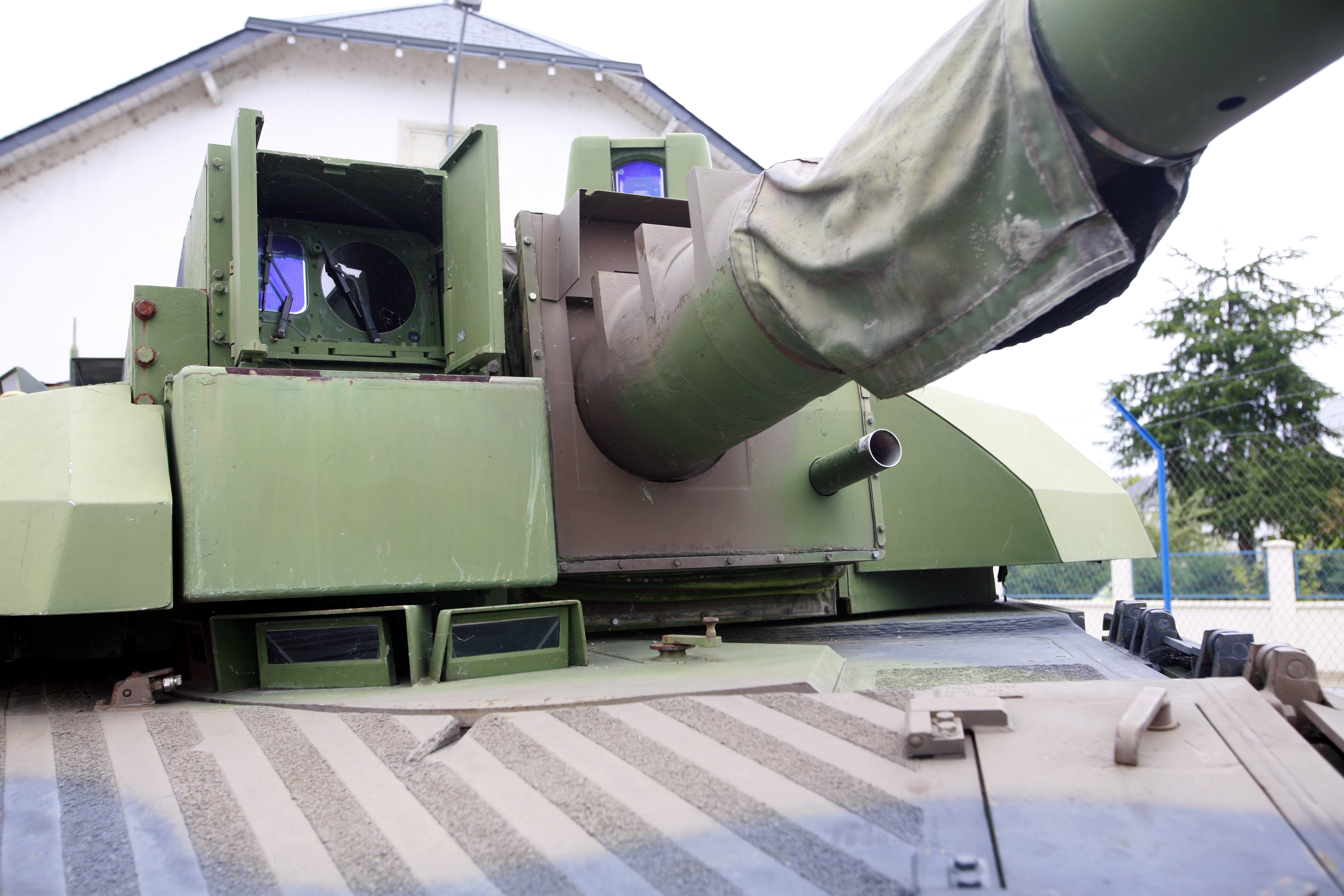
Pe imagine se poate observa mitraliera coaxială de 12,7mm la dreapta tunului de 120 mm, iar pe stânga vizorul ochitorului

Începând cu anul 2009, toate tancurile Leclerc în serviciu (S2 și SXXI) au vizoare ICONE BMS.
Ochitorul tancului Leclerc dispune de un vizor cu amplificator de lumină (amplifică lumina lunii și stelelor) HL -60 de la SAGEM, care asigură ziua o mărire a imaginii de x3,3 și x10 (x14 în cazul versiunii fabricate Emiratelor Arabe Unite). 
Amplificatorul termic de noapte oferă măriri de x3, x6, x10 și x20. Nu sunt montate periscoape de urgență sau auxiliare. 
Telemetrul laser este de tipul YAG,cu lungimea de undă de 1,06 µm.

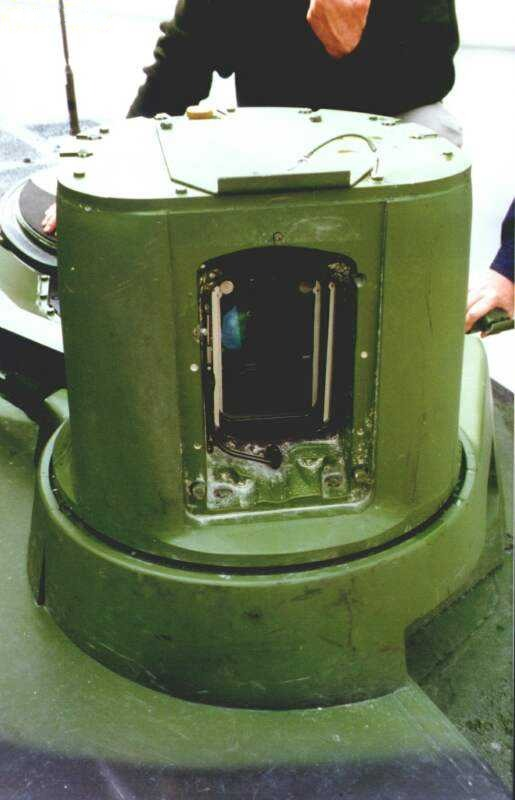
Vizorul comandantului

Comandantul tancului poate observa împrejurimile prin 7 periscoape și prin vizorul panoramic HL -70, cu mărire în trepte de x2,5 și x10, iar cel de noapte o mărire de x2,5. 
Combinația de vizoare ale ochitorului și comandantului cu vederea panoramică oferă tancului facilități în luptă.

### Propulsie

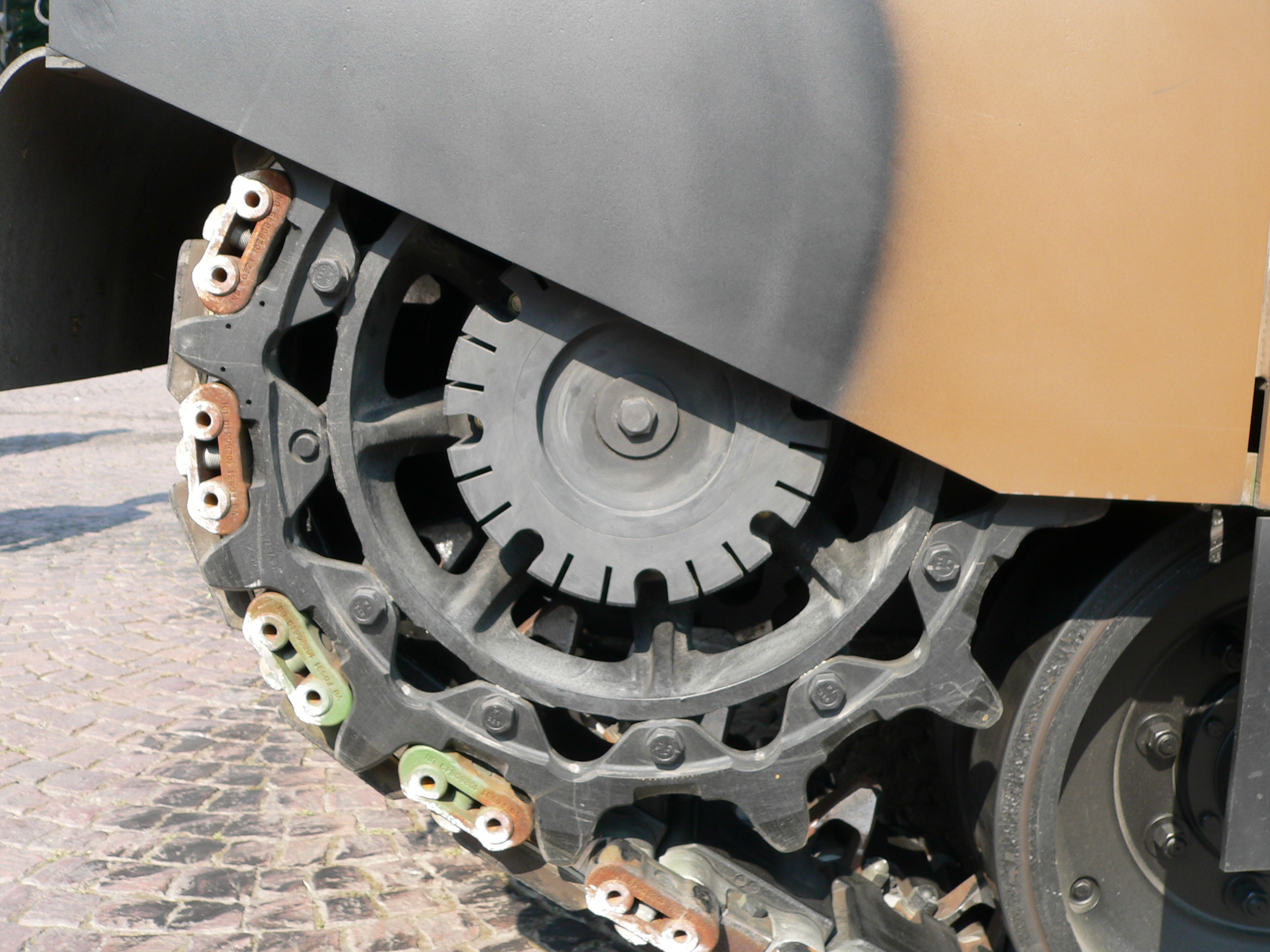
Galeți cu șenile

Mobilitatea tancului Leclerc este asigurată de motorul diesel V8X de mare presiune cu o capacitate de 1100 KW (1500 CP), respectiv un moment de 4500 Nm, combinat cu turbina diesel de 8 kW, fabricat de SACM. Viteza maximă a tancului este de 71 km/h, iar autonomia de 450 km(550 km cu rezecrvor suplimentar). În cazul variantei tropicalizate pentru Emirate Arabe Unite această valoare este de 500 km (610 km).
Combinația motor-turbină poate accelera tancul de la 0 la 32 km/h în cinci secunde.
Viteza mare a tancului este asigurată de galeții și șenilele din aliaj de aluminiu cu elemente din material plastic. Șenilele au pe ele cauciuc vulcanizat, care reduce  frecarea și zgomotul. Cu toate acestea șenilele cauciucate s-au dovedit a fi sensibile, și se vor înlocui în viitor.
Tancul are suspensie hidraulică cu masă și volum mai mic față de bare de torsiune folosite convențional, astfel că stabilizatorul tunului nu trebuie să fie foarte performant.

## Echipare pentru lupta urbană
Este vorba de Setul AZUR (Action en Zone Urbaine) - pentru lupte urbane, care cuprinde:
- o mitralieră telecomandată AANF1,
- un sistem de semnalizare pentru recunoașterea tancurilor proprii
- un catarg optronic pentru observarea panoramică a împrejurimilor
- trenul de rulare este protejat de armură reactivă pentru a contracara astfel de amenințările din partea rachetelor de infanterie antitanc.
- compartimentul motorului este înconjurat de o ecrane anti-rachetă
- climatizare împotriva lichidelor aprinse
- 4 compartimente multifuncționale detașabile
- Comunicație fără fir cu o capacitate de până la 200 m cu persoane care sunt în exteriorul tancului

## Variante

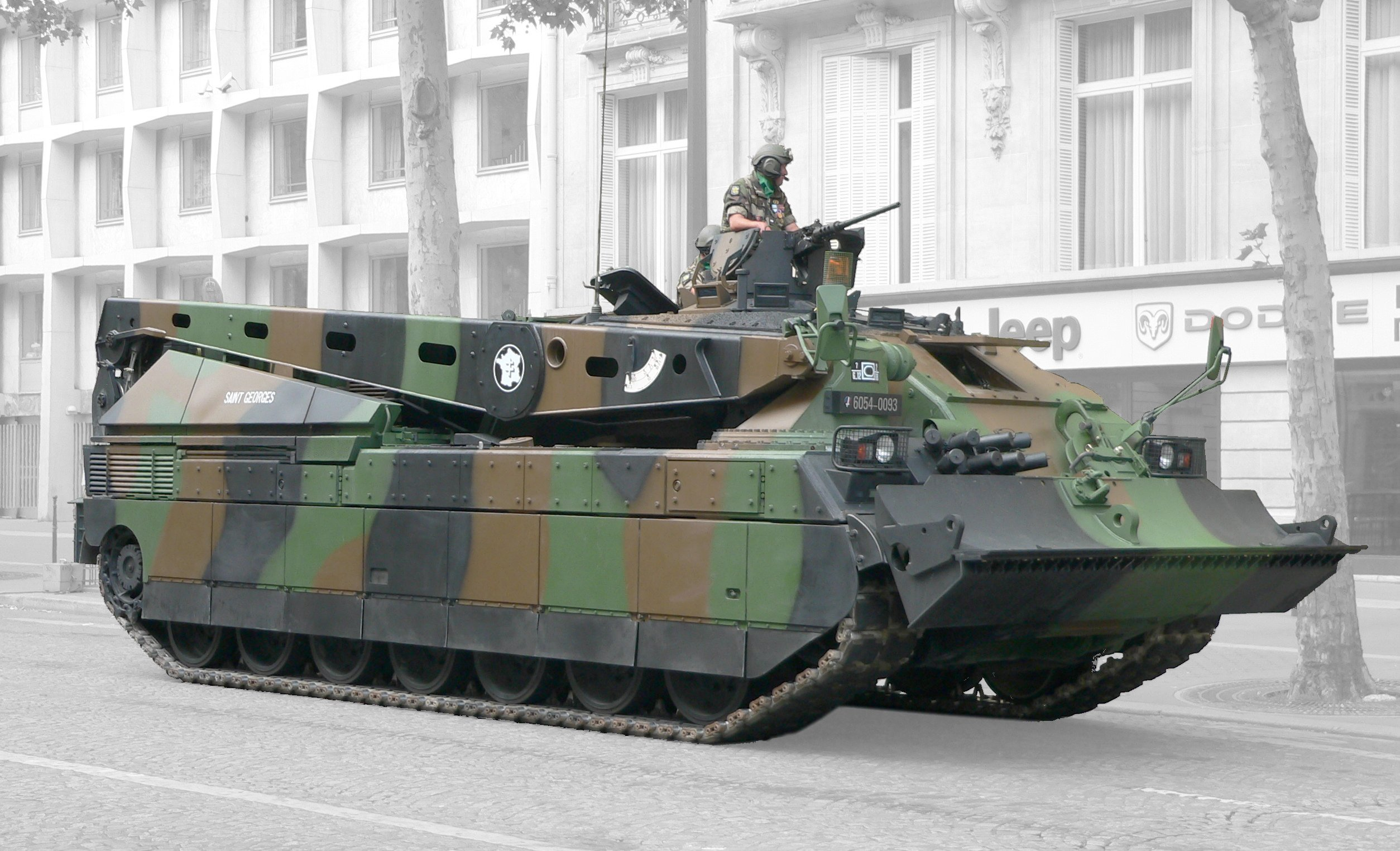
Tanc de depanare DNG-DCL

- EMAT, pentru Statul Major al Trupelor terestre
- Standard F1
- EAU - varianta tropicalizată pentru Emiratele Arabe Unite
- MARS (Moyen Adapté de Remorquage et de Soutien) - pentru remorcare, s-au demontat tunul, sistemul optic șo de conducere al tirului, tancul cântărind 50 tone.
- DNG/DCL (Dépanneur Nouvelle Génération ou Dépanneur du Char Leclerc) -

## Utilizatori
- Franța - 406 tancuri
- Emiratele Arabe Unite - 388 tancuri